# We're Not Dressing
We're Not Dressing é um filme estadunidense de 1934, do gênero comédia, dirigido por Norman Taurog. 

## Sinopse
Socialite está viajando em seu iate com amigos, quando um acidente acontece. Ela então, vai parar em uma ilha deserta com um empregado do iate e mais 4 amigos.

## Elenco
- Bing Crosby  ...  Stephen Jones
- Carole Lombard  ...  Doris Worthington
- George Burns  ...  George Martin
- Gracie Allen  ...  Gracie Martin
- Ethel Merman  ...  Edith